# Leixões Sport Club
Leixões Sport Club je portugalsko športsko društvo iz gradića Matosinhosa na portugalskom sjeveru, nedaleko od Porta.
Utemeljeno je 28. studenog 1907. godine.
Športsko društvo ima odjele za nogomet, biljar, boks, karate, plivanje i odbojku.

## Vanjske poveznice
- Site Oficial do Leixões Sport Club Službene stranice
- Fórum dos Adeptos do Leixões  Arhivirana inačica izvorne stranice od 30. rujna 2006. (Wayback Machine)
- Site dos Adeptos do Leixões  Arhivirana inačica izvorne stranice od 11. rujna 2006. (Wayback Machine)